# Sòcrates d'Atenes
Sòcrates d'Atenes (grec antic: Σωκράτης, llatí: Socrates), fill d'Antígenes, fou un militar atenès.
El van enviar l'any 431 aC amb una flota per atacar les costes del Peloponnès, al primer any de la guerra del Peloponès. Va efectuar diverses incursions, però cap d'elles decisiva. En un atac a Metone l'oportuna arribava del general espartà Bràsides el va fer desistir.